# Anamim
Anamim é, de acordo com a Bíblia, o segundo filho de Mizraim, filho de Cam, sendo, portanto, bisneto de Noé (Gênesis 10:13). Pode ter sido também o nome de um povo que descendeu dele.
O nome talvez possa ser ligado a um povo do norte da África, provavelmente nas proximidades do Egito. Um texto assírio, que data da época de Sargão II, aparentemente chama os egípcios de "Anami".